# Trans-2-Hepten
trans-2-Hepten ist eine chemische Verbindung aus der Gruppe der aliphatischen, ungesättigten Kohlenwasserstoffe. Sie ist isomer zu cis-2-Hepten.

## Vorkommen
trans-2-Hepten kommt in Zigarettenrauch und Steinkohlenteer-Naphtha vor.

## Gewinnung und Darstellung
trans-2-Hepten kann durch Reduktion von 1-Heptin mit Calcium gewonnen werden, wobei aber hauptsächlich n-Heptan entsteht.

## Eigenschaften
trans-2-Hepten ist eine leicht entzündbare, leicht flüchtige, Flüssigkeit, die praktisch unlöslich in Wasser ist. Der Stoff kann bei Kontakt mit Alkalien, Radikalen und Polymerisationsbeschleunigern polymerisieren.

## Verwendung
trans-2-Hepten wird als Zwischenprodukt bei organischen Synthesen verwendet.

## Sicherheitshinweise
Die Dämpfe von trans-2-Hepten können mit Luft ein explosionsfähiges Gemisch (Flammpunkt −1 °C) bilden.